# ネットワークアドレス
ネットワークアドレスとはIPアドレスにおいて、ホスト部のビットが全て0のIPアドレスで、ネットワークそのものを表すアドレスである。
ネットワークそのものを表すためブロードキャストアドレスと同じく特定のホストに割り当てる事はできない場合が多いが、ブロードキャストアドレスと同様に扱われる場合もある。また、特定のIPアドレスのネットワーク部を指して言う場合もある。

## ネットワークアドレスの算出方法
ネットワークアドレスは特定のIPアドレスとそのIPアドレスのサブネットマスクの論理積により求める事ができる。

### ネットワークアドレス算出の例(IPv4)
まずIPアドレスとネットマスクが10進数で表されているならば2進数表記になおす、そして32桁の桁(ビット)ごとに論理積を算出したものがネットワークアドレスとなる。
- IPアドレスが「192.168.125.130」
- ネットマスクが「255.255.255.192｣のIPアドレスがあるとする。
- 192.168.125.130は2進数になおすと「11000000 10101000 01111101 10000010」となる。
- 255.255.255.192は2進数になおすと「11111111 11111111 11111111 11000000」となる。
- これらを桁ごとに論理積を算出すると「11000000 10101000 01111101 10000000」となり、これがネットワークアドレスである。
- 10進数になおすと「192.168.125.128」となる。

ちなみにホスト部のビットを全て1にするとブロードキャストアドレスとなるので、この場合ブロードキャストアドレスは「11000000 10101000 01111101 10111111」となり、10進数になおすと「192.168.125.191」となる。